# Museo de las Familias
Museo de las Familias fue una revista ilustrada española cuya tirada se produjo a mediados del siglo XIX, entre 1843 y 1870.
El contenido era una mezcla de ciencia y tradición social (costumbrismo), orientado a los diversos componentes de una familia decimonónica. La publicación fue dirigida por el periodista Francisco de Paula Mellado en dos periodos 1843-1847 y posteriormente 1857-1867. Trabajaron algunos autores de renombre como José Zorrilla (que fingiendo ser un artista italiano hizo algunas ilustraciones), Manuel Bretón de los Herreros, Benito Vicetto, Ventura de la Vega y José María Díaz. 